# Dendrophylax funalis
Dendrophylax funalis är en orkidéart som först beskrevs av Olof Swartz, och fick sitt nu gällande namn av George Bentham och Robert Allen Rolfe. Dendrophylax funalis ingår i släktet Dendrophylax och familjen orkidéer.
Artens utbredningsområde är Jamaica. Inga underarter finns listade i Catalogue of Life.

## Bildgalleri

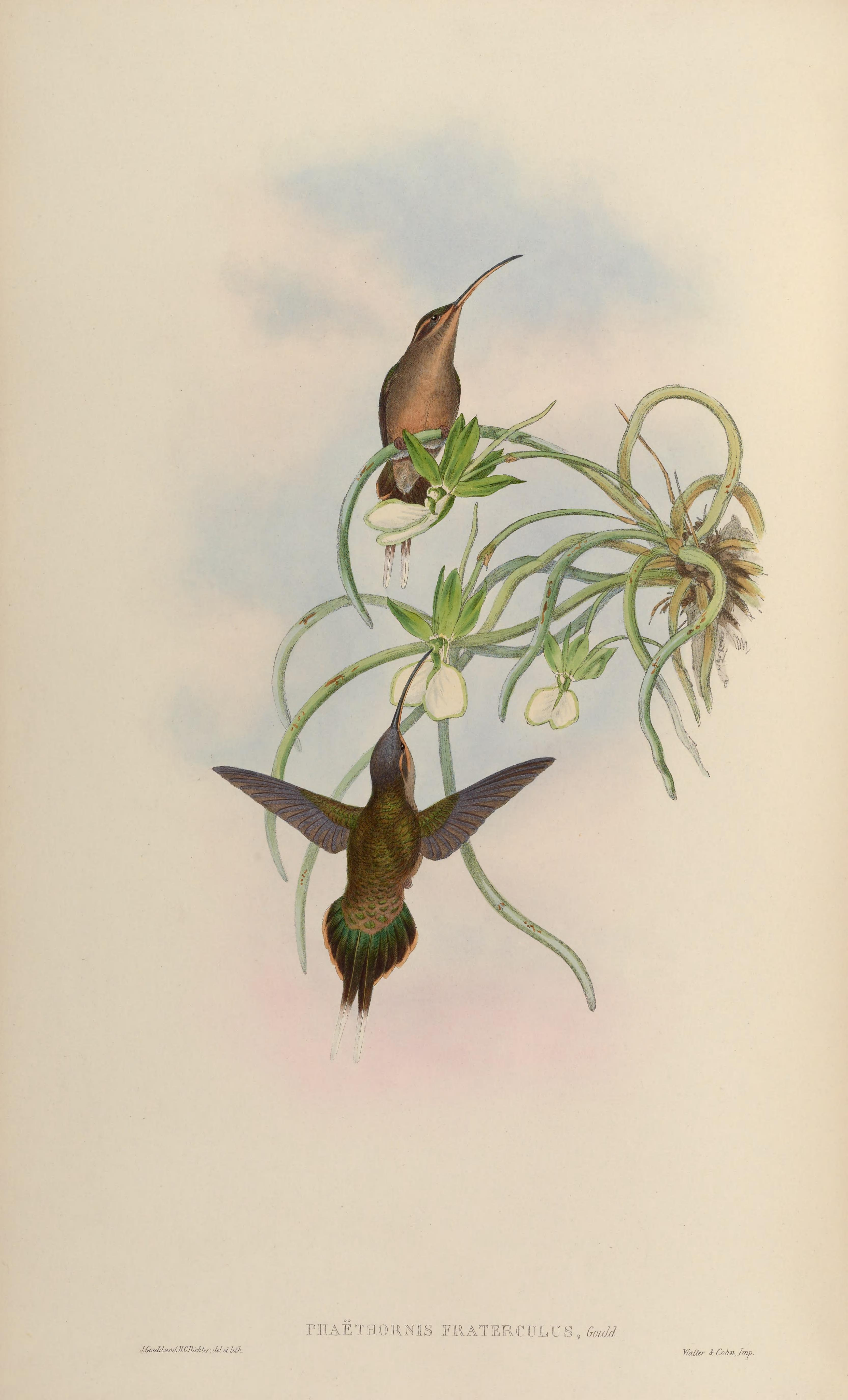